# Waukegan
Waukegan ist eine Stadt im Nordosten des US-amerikanischen Bundesstaates Illinois und Verwaltungssitz des Lake County. Im Jahr 2020 hatte Waukegan 89.321 Einwohner. Waukegan ist Teil der Metropolregion Chicago.

## Geographie
Die Stadt liegt an der Küste des Michigansees auf 42°42'21" nördlicher Breite und 87°51'41" westlicher Länge. Die Stadt erstreckt sich über 59,83 km², die sich auf 59,57 km² Land- und 0,26 km² Wasserfläche verteilen.
Am westlichen Rand von Waukegan verläuft in Nord-Süd-Richtung der U.S. Highway 41. In der Innenstadt treffen die Illinois State Route 43, 120, 131 und 137 aufeinander.
Durch Waukegan verlaufen mehrere Bahnlinien der Union Pacific Railroad parallel in nord-südlicher Richtung.
Waukegan liegt 67,3 km nördlich des Zentrums von Chicago, 120 km östlich von Rockford und 83,9 km  südlich von Milwaukee in Wisconsin.

## Geschichte
Waukegan wurde im späten 17. Jahrhundert als Außenposten von französischen Händlern gegründet. Offiziell als Stadt anerkannt wurde Waukegan am 23. Februar 1859.

## Demografische Daten
Bei der offiziellen Volkszählung im Jahre 2000 wurde eine Einwohnerzahl von 87.901 ermittelt. Diese verteilten sich auf 27.787 Haushalte in 19.450 Familien. Die Bevölkerungsdichte lag bei 1.475,6 Einwohnern pro Quadratkilometer. Es gab 29.249 Wohngebäude, was einer Bebauungsdichte von 491,0 Gebäuden je Quadratkilometer entsprach.
Die Bevölkerung bestand im Jahre 2000 aus 50,1 Prozent Weißen, 19,2 Prozent Afroamerikanern, 0,5 Prozent Indianern, 3,6 Prozent Asiaten und 23,0 Prozent anderen. 3,5 Prozent gaben an, von mindestens zwei dieser Gruppen abzustammen. 44,8 Prozent der Bevölkerung bestand aus Hispanics, die verschiedenen der genannten Gruppen angehörten.
30,2 Prozent waren unter 18 Jahren, 12,1 Prozent zwischen 18 und 24, 33,4 Prozent von 25 bis 44, 16,4 Prozent von 45 bis 64 und 7,9 Prozent 65 und älter. Das mittlere Alter lag bei 29 Jahren. Auf 100 Frauen kamen statistisch 103,1 Männer, bei den über 18-Jährigen 103,2.
Das mittlere Einkommen pro Haushalt betrug 42.335 US-Dollar (USD), das mittlere Familieneinkommen 47.341 USD. Das mittlere Einkommen der Männer lag bei 30.556 USD, das der Frauen bei 25.632 USD. Das Pro-Kopf-Einkommen belief sich auf 17.368 USD. Rund 10,7 Prozent der Familien und 13,9 Prozent der Gesamtbevölkerung lagen mit ihrem Einkommen unter der Armutsgrenze.

## Söhne und Töchter der Stadt
- John Charles Haines (1818–1896), Politiker
- Kate Cory (1861–1958), Fotografin, Malerin und Bildhauerin
- Earl Dwire (1883–1940), Schauspieler
- Jack Benny (1894–1974), Entertainer und Schauspieler
- Georg Högström (1895–1976), schwedischer Stabhochspringer und Hochspringer
- George Chandler (1898–1985), Schauspieler
- John C. Houbolt (1919–2014), Raumfahrtingenieur
- Ray Bradbury (1920–2012), Schriftsteller und Drehbuchautor
- Franklin L. Ford (1920–2003), Neuzeithistoriker
- Otto Graham (1921–2003), American-Football-Spieler und -Trainer, Basketballspieler
- Sterling K. Berberian (1926–2022), Mathematiker
- Fred Dretske (1932–2013), Philosoph
- Mickey Kuhn (1932–2022), Schauspieler
- Jay Hook (* 1937), Baseballspieler
- John Morton (* 1942), Autorennfahrer
- David Clennon (* 1943), Schauspieler
- Charles E. Redman (* 1943), Wirtschaftsmanager, Diplomat und US-Botschafter in Deutschland
- Diane Ackerman (* 1948), Schriftstellerin und Lyrikerin
- Dave Samuels (1948–2019), Jazz- und Vibraphonist und Marimba-Spieler
- David Kagan (* 1949), römisch-katholischer Bischof von Bismarck
- Kim Stanley Robinson (* 1952), Science-Fiction-Autor
- Harrison Bankhead (1955–2023), Jazzmusiker
- Conni Marie Brazelton (* 1955), Schauspielerin
- Jason Kao Hwang (* 1957), Jazzmusiker und Komponist
- Marvin O. Smith Junior (* 1961), Jazzschlagzeuger
- Erik Hauri (1966–2018), Geochemiker und Planetenforscher
- Steve DiGiorgio (* 1967), Metal-Bassist
- Dan Miller (1969–2022), Jazzmusiker
- Brian Van Holt (* 1969), Schauspieler
- Chris Thorpe (* 1970), Rennrodler
- Karyn Bosnak (* 1972), Schriftstellerin und Fernsehproduzentin
- Tim Daisy (* 1976), Jazz-Schlagzeuger
- Michael Turner (* 1982), American-Football-Spieler
- Jon Michael Hill (* 1985), Schauspieler